# Cầu thủ chỉ định J.League
Đây là danh sách chi tiết Các cầu thủ chỉ định J. League, được lựa chọn bởi các câu lạc bộ J. League từ các trường đại học trên khắp Nhật Bản. Điều này được thực hiện từ năm 1998, nhưng không phải mọi cầu thủ đều được vào đội một khi họ được chọn bởi câu lạc bộ đó.

## 1998
| Cầu thủ            | Từ                            | Tới                  | Số trận thi đấu | Năm thi đấu chuyên nghiệp |
| ------------------ | ----------------------------- | -------------------- | --------------- | ------------------------- |
| Fumiya Iwamaru     | Trung học Maebashi Ikuei      | Urawa Red Diamonds   |                 | 2000 - Vissel Kobe        |
| Tsutomu Fujihara   | Trung học Kōbekōryō Gakuen    | Vissel Kobe          |                 | 1999 - Cerezo Osaka       |
| Masashi Kuwahon    | Trung học Taisha tỉnh Shimane | Sanfrecce Hiroshima  |                 | 1999 - Đại học Fukuoka    |
| Mitsuru Chiyotanda | Trung học Higashi Fukuoka     | Avispa Fukuoka       |                 | 1999 - Đại học Tsukuba    |
| Tomoyuki Yoshino   | Trung học Narashino           | Kashiwa Reysol       |                 | 1999 - Urawa Red Diamonds |
| Norihiro Nishi     | Trung học thành phố Funabashi | Yokohama Flugels     |                 | 1999 - Jubilo Iwata       |
| Taichi Hasegawa    | Trung học Mizuhashi           | Nagoya Grampus Eight |                 | 1999 - Albirex Niigata    |
| Terawaki           | Trung học Kusatsu Hisashi     | Kyoto Purple Sanga   |                 | 1999 - Đại học Doshisha   |
| Keiji Tamada       | Trung học Narashino           | Kashiwa Reysol       |                 | 1999 - Kashiwa Reysol     |
| Takuma Sugano      | Trung học Narashino           | JEF United Chiba     |                 | 1999 - JEF United Chiba   |

## 1999
| Cầu thủ          | Từ                            | Tới                 | Số trận thi đấu   | Năm thi đấu chuyên nghiệp  |
| ---------------- | ----------------------------- | ------------------- | ----------------- | -------------------------- |
| Hideaki Ueno     | Trung học Noboribetsu Otani   | Consadole Sapporo   |                   | 2000 - Kyoto Purple Sanga  |
| Kyohei Noda      | Trung học Đại học Nihon       | Verdy Kawasaki      |                   | 2000 - Verdy Kawasaki      |
| Kenji Haneda     | Trung học thành phố Funabashi | Urawa Red Diamonds  |                   | 2000 - Kashima Antlers     |
| Takeshi Omoto    | Trung học tỉnh Yachiyo        | Kashiwa Reysol      |                   | 2000 - Đại học Tsukuba     |
| Kosuke Yatsuda   | Trung học Yanagawa            | Avispa Fukuoka      |                   | 2000 - Sanfrecce Hiroshima |
| Koji Yamase      | Trung học Hokkai Gakuen       | Consadole Sapporo   |                   | 2000 - Consadole Sapporo   |
| Yuki Matsushita  | Trung học Maebashi Ikuei      | Urawa Red Diamonds  |                   | 2000 - Sanfrecce Hiroshima |
| Ryoichi Maeda    | Trung học Gyosei Gakuen       | Verdy Kawasaki      |                   | 2000 - Jubilo Iwata        |
| Masamichi Yamada | Trung học Yamashiro           | Kyoto Purple Sanga  |                   | 2000 - Đại học Waseda      |
| Kyohei Yamagata  | Trung học Higashi Fukuoka     | Avispa Fukuoka      |                   | 2000 - Sanfrecce Hiroshima |
| Youta Araki      | Trung học Nihon Sanon         | Urawa Red Diamonds  |                   | 2000 - Đại học Hosei       |
| Hayato Yano      | Trung học Teikyo              | Verdy Kawasaki      | J1: 2 trận, 0 bàn | 2000 - Verdy Kawasaki      |
| Daiki Takamatsu  | Trung học Takagawa Gakuen     | Sanfrecce Hiroshima |                   | 2000 - Oita Trinita        |
| Genki Nakayama   | Trung học Takagawa Gakuen     | Sanfrecce Hiroshima |                   | 2000 - Sanfrecce Hiroshima |

## 2000
| Cầu thủ            | Từ                             | Tới                | Số trận thi đấu | Năm thi đấu chuyên nghiệp  |
| ------------------ | ------------------------------ | ------------------ | --------------- | -------------------------- |
| Yuki Uekusa        | Trung học Municipal Funabashi  | Kashiwa Reysol     |                 | 2001 - Đại học Waseda      |
| Takuto Hayashi     | Trung học Konkō Osaka          | Cerezo Osaka       |                 | 2001 - Sanfrecce Hiroshima |
| Takeshi Aoki       | Trung học Maebashi Ikuei       | Urawa Red Diamonds |                 | 2001 - Kashiwa Reysol      |
| Sota Nakazawa      | Trung học Funabashi            | Kashiwa Reysol     |                 | 2001 - Kashiwa Reysol      |
| Naoya Kikuchi      | Trung học Thương mại Shimizu   | Shimizu S-Pulse    |                 | 2003 - Jubilo Iwata        |
| Shunta Nagai       | Trung học Funabashi            | JEF United Chiba   |                 | 2001 - Kashiwa Reysol      |
| Takumi Motohashi   | Trung học Funabashi            | F.C. Tokyo         |                 | 2001 - Yokohama F. Marinos |
| Sho Naruoka        | Trung học Fujieda Higashi      | Jubilo Iwata       |                 | 2003 - Jubilo Iwata        |
| Hiroyuki Nishijima | Trung học Nara Ikuei           | Kyoto Purple Sanga |                 | 2001 - Sanfrecce Hiroshima |
| Shunsuke Araki     | Trung học Higashi Fukuoka      | Avispa Fukuoka     |                 | 2001 - Đại học Chuo        |
| Yoshito Okubo      | Trung học Kunimi               | Avispa Fukuoka     |                 | 2001 - Cerezo Osaka        |
| Hiroto Mogi        | Trung học Seikō Gakuin         | Vegalta Sendai     |                 | 2002 - Sanfrecce Hiroshima |
| Tatsuya Tanaka     | Trung học Teikyo               | F.C. Tokyo         |                 | 2001 - Urawa Red Diamonds  |
| Yuya Sano          | Trung học Thương mại Shimizu   | Shimizu S-Pulse    |                 | 2001 - Tokyo Verdy 1969    |
| Yutaka Tahara      | Trung học Thương mại Kagoshima | Avispa Fukuoka     |                 | 2001 - Yokohama F. Marinos |

## 2001
| Cầu thủ          | Từ                            | Tới                 | Số trận thi đấu | Năm thi đấu chuyên nghiệp  |
| ---------------- | ----------------------------- | ------------------- | --------------- | -------------------------- |
| Kenta Tokushige  | Trung học Kunimi              | Avispa Fukuoka      |                 | 2002 - Urawa Red Diamonds  |
| Ryota Aoki       | Trung học thành phố Funabashi | F.C. Tokyo          |                 | 2003 - Gamba Osaka         |
| Masatomo Kuba    | Trung học Toko-Gakuen         | Tokyo Verdy 1969    |                 | 2003 - Tokyo Verdy 1969    |
| Tatsuya Kamohara | Trung học Kunimi              | Avispa Fukuoka      |                 | 2002 - Đại học Kokushikan  |
| Yutaro Abe       | Trung học Tōin Gakuen         | Yokohama F. Marinos |                 | 2003 - Yokohama F. Marinos |

## 2002
| Cầu thủ          | Từ                               | Tới                 | Số trận thi đấu   | Năm thi đấu chuyên nghiệp  |
| ---------------- | -------------------------------- | ------------------- | ----------------- | -------------------------- |
| Ryota Aoki       | Trung học thành phố Funabashi    | F.C. Tokyo          |                   | 2003 - Gamba Osaka         |
| Masatomo Kuba    | Trung học Toko-Gakuen            | Tokyo Verdy 1969    |                   | 2003 - Tokyo Verdy 1969    |
| Sho Naruoka      | Trung học Fujieda Higashi        | Jubilo Iwata        |                   | 2003 - Jubilo Iwata        |
| Yutaro Abe       | Trung học Tōin Gakuen            | Yokohama F. Marinos | J1: 3 trận, 0 bàn | 2003 - Yokohama F. Marinos |
| Kentaro Ohi      | Trung học Fujieda Higashi        | Jubilo Iwata        |                   | 2003 - Jubilo Iwata        |
| Akihiro Kusaba   | Nara Ikuei Gakuen                | Cerezo Osaka        |                   | 2004 - Đại học Chukyo      |
| Takeshi Nakamura | Trẻ Shiogama F.C.                | Vegalta Sendai      |                   | 2003 - Đại học Chuo        |
| Toshiki Chino    | Trung học Nirasaki               | F.C. Tokyo          |                   | 2004 - Ventforet Kofu      |
| Kazumasa Takagi  | Trung học Kagawa Nishi           | Sanfrecce Hiroshima |                   | 2003 - Sanfrecce Hiroshima |
| Tomoya Osawa     | Trung học Teikyo Junior & Senior | Urawa Red Diamonds  |                   | 2003 - Omiya Ardija        |
| Kisho Yano       | Trung học Hamana                 | Jubilo Iwata        |                   | 2003 - Kashiwa Reysol      |

## 2003
| Cầu thủ             | Từ                         | Tới                  | Số trận thi đấu                     | Năm thi đấu chuyên nghiệp    |
| ------------------- | -------------------------- | -------------------- | ----------------------------------- | ---------------------------- |
| Hitoshi Shiota      | Đại học Ryutsu Keizai      | Yokohama F. Marinos  |                                     | 2004 - F.C. Tokyo            |
| Shogo Tokihisa      | Đại học Waseda             | Tokyo Verdy 1969     |                                     | 2007 - Ventforet Kofu        |
| Kei Uemura          | Đại học Chuo               | Shonan Bellmare      |                                     | 2004 - Shonan Bellmare       |
| Satoshi Hashida     | Đại học Doshisha           | Vissel Kobe          |                                     | 2004 - Kyoto Purple Sanga    |
| Takuya Muro         | Đại học Kansai Gaidai      | Tokyo Verdy 1969     |                                     | 2005 - Okinawa Kariyushi FC  |
| Daiki Iwamasa       | Đại học Gakugei Tokyo      | F.C. Tokyo           |                                     | 2004 - Kashima Antlers       |
| Yuki Fukaya         | Đại học Hannan             | Kyoto Purple Sanga   |                                     | 2005 - Oita Trinita          |
| Kazuya Kawabata     | Đại học Sapporo            | Consadole Sapporo    | J2: 1 trận, 0 bàn                   | 2004 - Consadole Sapporo     |
| Kazushi Ueda        | Nara Ikuei Gakuen          | Cerezo Osaka         |                                     | 2004 - Đại học Chukyo        |
| Mitsuyuki Yoshihiro | Trung học Hiroshima Minami | Sanfrecce Hiroshima  |                                     | 2004 - Sanfrecce Hiroshima   |
| Tsuyoshi Honda      | Đại học Senshu             | Ventforet Kofu       |                                     | 2005 - Yokogawa Musashino FC |
| Hayato Hashimoto    | Đại học Komazawa           | Omiya Ardija         |                                     | 2004 - Omiya Ardija          |
| Toshihiro Aoyama    | Trung học Sakuyō           | Sanfrecce Hiroshima  |                                     | 2004 - Sanfrecce Hiroshima   |
| Akira Takabe        | Đại học Toyo               | Tokyo Verdy 1969     | J1: 2 trận, 0 bàn LC: 1 trận, 0 bàn | 2005 - Roasso Kumamoto       |
| Yuzo Tashiro        | Đại học Fukuoka            | Oita Trinita         | J1: 1 trận, 0 bàn                   | 2005 - Kashima Antlers       |
| Masafumi Maeda      | Đại học Kansai             | Nagoya Grampus Eight |                                     | 2005 - Gamba Osaka           |
| Takuya Kokeguchi    | Trung học Tamano Kōnan     | Cerezo Osaka         |                                     | 2004 - Cerezo Osaka          |
| Kenta Togawa        | Đại học Meiji              | Tokyo Verdy 1969     | EC: 1 trận, 0 bàn                   | 2004 - Tokyo Verdy 1969      |
| Toshiki Chino       | Trung học Nirasaki         | Ventforet Kofu       |                                     | 2004 - Ventforet Kofu        |

## 2004
| Cầu thủ          | Từ                       | Tới                  | Số trận thi đấu                     | Năm thi đấu chuyên nghiệp    |
| ---------------- | ------------------------ | -------------------- | ----------------------------------- | ---------------------------- |
| Shogo Nishikawa  | Đại học Shudo Hiroshima  | Sanfrecce Hiroshima  | J1: 5 trận, 0 bàn LC: 1 trận, 0 bàn | 2005 - Sanfrecce Hiroshima   |
| Yuhei Tokunaga   | Đại học Waseda           | F.C. Tokyo           | J1: 6 trận, 0 bàn LC: 4 trận, 0 bàn | 2006 - F.C. Tokyo            |
| Yusuke Gondo     | Đại học Dohto            | Consadole Sapporo    | J2: 15 trận, 1 bàn                  | 2004 - Consadole Sapporo     |
| Kenjiro Ezoe     | Đại học Momoyama Gakuin  | Cerezo Osaka         |                                     | 2005 - Cerezo Osaka          |
| Yuki Fukaya      | Đại học Hannan           | Kyoto Purple Sanga   |                                     | 2005 - Oita Trinita          |
| Naoaki Aoyama    | Trung học Maebashi Ikuei | Nagoya Grampus Eight |                                     | 2005 - Shimizu S-Pulse       |
| Yusuke Tanaka    | Trung học Tōkō Gakuen    | Yokohama F. Marinos  |                                     | 2005 - Yokohama F. Marinos   |
| Ryoichi Kurisawa | Đại học Ryutsu Keiza     | F.C. Tokyo           | J1: 6 trận, 0 bàn LC: 3 trận, 1 bàn | 2005 - F.C. Tokyo            |
| Takeshi Saito    | Đại học Sapporo          | Consadole Sapporo    |                                     | 2005 - Toyota Motor Hokkaido |
| Keisuke Honda    | Trung học Seiryō         | Nagoya Grampus Eight | LC: 1 trận, 0 bàn                   | 2005 - Nagoya Grampus Eight  |
| Hajime Hosogai   | Trung học Maebashi Ikuei | Urawa Red Diamonds   |                                     | 2005 - Urawa Red Diamonds    |
| Takuro Yajima    | Đại học Waseda           | Kawasaki Frontale    | J2: 1 trận, 0 bàn                   | 2006 - Shimizu S-Pulse       |
| Yuzo Tashiro     | Đại học Fukuoka          | Sagan Tosu           | J2: 10 trận, 1 bàn                  | 2005 - Kashima Antlers       |
| Kohei Nishino    | Đại học Nippon Bunri     | Oita Trinita         |                                     | 2005 - Oita Trinita          |
| Manabu Kubota    | Đại học Gakugei Tokyo    | Yokohama F.C.        | J2: 4 trận, 0 bàn                   | 2005 - Yokohama F.C.         |
| Keita Sugimoto   | Đại học Ryutsu Keiza     | Omiya Ardija         |                                     | 2005 - Nagoya Grampus Eight  |

## 2005
| Cầu thủ            | Từ                              | Tới               | Số trận thi đấu   | Năm thi đấu chuyên nghiệp   |
| ------------------ | ------------------------------- | ----------------- | ----------------- | --------------------------- |
| Nobuyuki Abe       | Đại học Ryutsu Keizai           | F.C. Tokyo        |                   | 2007 - F.C. Tokyo           |
| Hiroaki Uchiumi    | Đại học Kochi                   | Tokushima Vortis  |                   | 2007 - Kamatamare Sanuki    |
| Junya Tanaka       | Đại học Doshisha                | Vissel Kobe       | LC: 1 trận, 0 bàn | 2006 - JEF United Chiba     |
| Ryo Nurishi        | Đại học Waseda                  | Tokyo Verdy 1969  | J1: 2 trận, 0 bàn | 2009 - Okinawa Kariyushi FC |
| Eiji Naruse        | Đại học Kinh tế Nhật Bản        | Oita Trinita      |                   |                             |
| Jungo Fujimoto     | Đại học Tsukuba                 | Shimizu S-Pulse   | LC: 1 trận, 0 bàn | 2006 - Shimizu S-Pulse      |
| Reiichi Ikegami    | Đại học Sendai                  | F.C. Tokyo        |                   | 2006 - F.C. Tokyo           |
| Atomu Tanaka       | Trung học Maebashi Ikuei        | Albirex Niigata   | J1: 2 trận, 0 bàn | 2006 - Albirex Niigata      |
| Ryuichi Dogaki     | Trung học Kwansei Gakuin Senior | Cerezo Osaka      |                   | 2006 - Cerezo Osaka         |
| Kazuki Sorimachi   | Trung học Maebashi Ikuei        | Thespa Kusatsu    | J2: 4 trận, 0 bàn | 2006 - Đại học Waseda       |
| Takuro Yajima      | Đại học Waseda                  | Kawasaki Frontale |                   | 2006 - Shimizu S-Pulse      |
| Rui Komatsu        | Đại học Kansei Gakuin           | Cerezo Osaka      |                   | 2006 - Cerezo Osaka         |
| Shingo Akamine     | Đại học Komazawa                | F.C. Tokyo        | LC: 1 trận, 0 bàn | 2006 - F.C. Tokyo           |
| Shogo Shiozawa     | Đại học Yamagata                | Montedio Yamagata |                   | 2006 - Mito Hollyhock       |
| Yasuhito Morishima | Trung học Takigawa Daini        | Cerezo Osaka      |                   | 2006 - Cerezo Osaka         |

## 2006
| Cầu thủ           | Từ                            | Tới                 | Số trận thi đấu                     | Năm thi đấu chuyên nghiệp   |
| ----------------- | ----------------------------- | ------------------- | ----------------------------------- | --------------------------- |
| Taku Akahoshi     | Đại học Fukuoka               | Oita Trinita        |                                     | 2007 - Sagan Tosu           |
| Tsuyoshi Kodama   | Đại học Kansai                | Kyoto Purple Sanga  |                                     | 2010 - Kyoto Sanga          |
| Ryo Nurishi       | Đại học Waseda                | Tokyo Verdy 1969    | J2: 2 trận, 0 bàn                   | 2009 - Okinawa Kariyushi FC |
| Takanobu Komiyama | Đại học Juntendo              | Yokohama F. Marinos | J1: 1 trận, 0 bàn LC: 1 trận, 0 bàn | 2007 - Yokohama F. Marinos  |
| Jiro Kamata       | Đại học Ryutsu Keiza          | Kashiwa Reysol      | J2: 15 trận, 0 bàn                  | 2008 - Kashiwa Reysol       |
| Masaki Iida       | Đại học Ryutsu Keiza          | Tokyo Verdy 1969    | J2: 2 trận, 0 bàn                   | 2008 - Tokyo Verdy          |
| Tsubasa Oya       | Đại học Kansai                | Vissel Kobe         |                                     | 2009 - Vissel Kobe          |
| Yasumichi Uchima  | Đại học Sangyo-keiei Miyazaki | Oita Trinita        |                                     | 2007 - Sagan Tosu           |
| Junya Hosokawa    | Đại học Sendai                | Vegalta Sendai      | J2: 2 trận, 0 bàn                   | 2007 - Vegalta Sendai       |
| Ryota Kobayashi   | Trung học thành phố Takasaki  | Thespa Kusatsu      |                                     | 2007 - Thespa Kusatsu       |
| Yuji Yabu         | Đại học Kokushikan            | Kawasaki Frontale   |                                     | 2007 - Kawasaki Frontale    |
| Jun Ando          | Đại học Kansai                | Kyoto Purple Sanga  |                                     | 2007 - Kyoto Sanga          |
| Daisuke Kanzaki   | Đại học Giáo dục Fukuoka      | Oita Trinita        |                                     | 2007 - Ventforet Kofu       |
| Takuya Honda      | Đại học Hosei                 | Shimizu S-Pulse     |                                     | 2008 - Shimizu S-Pulse      |
| Yuki Kuriyama     | Đại học Luther Gakuin         | Sagan Tosu          |                                     | 2007 - Sagan Tosu           |
| Masatoshi Mihara  | Đại học Luther Gakuin         | Sagan Tosu          | J2: 2 trận, 0 bàn                   | 2007 - Vissel Kobe          |
| Shinji Tsujio     | Đại học Chuo                  | Shimizu S-Pulse     |                                     | 2008 - Shimizu S-Pulse      |
| Hiroaki Namba     | Đại học Ryutsu Keiza          | Yokohama F.C.       | J2: 1 trận, 1 bàn                   | 2007 - Yokohama F.C.        |
| Kengo Kawamata    | Trung học Komatsu             | Ehime F.C.          | J2: 2 trận, 0 bàn                   | 2008 - Albirex Niigata      |

## 2007
| Cầu thủ            | Từ                    | Tới                  | Số trận thi đấu   | Năm thi đấu chuyên nghiệp   |
| ------------------ | --------------------- | -------------------- | ----------------- | --------------------------- |
| Kohei Kawata       | Đại học Fukuoka       | Sagan Tosu           |                   | 2010 - Gamba Osaka          |
| Yusuke Tasaka      | Đại học Aoyama Gakuin | Kawasaki Frontale    | J1: 1 trận, 0 bàn | 2008 - Kawasaki Frontale    |
| Kengo Kawamata     | Trung học Komatsu     | Ehime F.C.           |                   | 2010 - Albirex Niigata      |
| Hiroki Kato        | Đại học Ryutsu Keiza  | Mito Hollyhock       | J2: 4 trận, 0 bàn | 2009 - Mito Hollyhock       |
| Koji Hashimoto     | Đại học Meiji         | Nagoya Grampus Eight | LC: 1 trận, 0 bàn | 2009 - Nagoya Grampus Eight |
| Yuto Nagatomo      | Đại học Meiji         | F.C. Tokyo           | LC: 1 trận, 0 bàn | 2008 - F.C. Tokyo           |
| Yusuke Murakami    | Đại học Juntendo      | Kashiwa Reysol       |                   | 2008 - Kashiwa Reysol       |
| Daisuke Suzuki     | Trung học Seiryō      | Albirex Niigata      |                   | 2008 - Albirex Niigata      |
| Ryohei Hayashi     | Đại học Meiji         | Yokohama F.C.        |                   | 2009 - Tokyo Verdy          |
| Masaki Iida        | Đại học Ryutsu Keiza  | Tokyo Verdy 1969     |                   | 2008 - Tokyo Verdy          |
| Takamitsu Tomiyama | Trung học Yaita Chouh | Vegalta Sendai       |                   | 2009 - Đại học Waseda       |

## 2008
| Cầu thủ              | Từ                        | Tới                | Số trận thi đấu   | Năm thi đấu chuyên nghiệp  |
| -------------------- | ------------------------- | ------------------ | ----------------- | -------------------------- |
| Kohei Kawata         | Đại học Fukuoka           | Sagan Tosu         |                   | 2010 - Gamba Osaka         |
| Kazuki Sorimachi     | Đại học Waseda            | Thespa Kusatsu     | J2: 1 trận, 0 bàn | 2010 - Tonan Maebashi      |
| Hirokazu Hasegawa    | Đại học Kinh tế Hiroshima | Sagan Tosu         | J2: 1 trận, 0 bàn | 2009 - Sagan Tosu          |
| Shingo Kondo         | Đại học Meiji             | Yokohama F.C.      |                   | 2009 - Aries Tokyo F.C.    |
| Kazushi Mitsuhira    | Đại học Kanagawa          | Shonan Bellmare    | J2: 4 trận, 1 bàn | 2010 - Shonan Bellmare     |
| Takamitsu Tomiyama   | Trung học Yaita Chouh     | Vegalta Sendai     |                   | 2009 - Đại học Waseda      |
| Takuji Yonemoto      | Trung học Itami           | Vissel Kobe        |                   | 2009 - F.C. Tokyo          |
| Hirofumi Watanabe    | Đại học Senshu            | Kashiwa Reysol     |                   | 2010 - Kashiwa Reysol      |
| Masaaki Higashiguchi | Đại học Quản trị Niigata  | Albirex Niigata    |                   | 2009 - Albirex Niigata     |
| Takuma Ito           | Đại học Waseda            | Kyoto Purple Sanga |                   | 2009 - Thespa Kusatsu      |
| Koji Noda            | Đại học Hannan            | Cerezo Osaka       |                   | 2009 - Urawa Red Diamonds  |
| Yu Kobayashi         | Đại học Takushoku         | Mito Hollyhock     | J2: 5 trận, 0 bàn | 2010 - Kawasaki Frontale   |
| Hironori Ishikawa    | Đại học Ryutsu Keiza      | Mito Hollyhock     |                   | 2010 - Sanfrecce Hiroshima |
| Hideto Takahashi     | Đại học Gakugei Tokyo     | F.C. Tokyo         |                   | 2010 - F.C. Tokyo          |
| Naoya Okane          | Đại học Waseda            | Shimizu S-Pulse    |                   | 2011 - Shimizu S-Pulse     |
| Shun Nogaito         | Đại học Hokkaichi         | F.C. Gifu          |                   | 2009 - F.C. Gifu           |
| Kōichi Satō          | Đại học Hokkaichi         | F.C. Gifu          | J2: 1 trận, 0 bàn | 2009 - F.C. Gifu           |
| Yosuke Miyaji        | Đại học Fukuoka           | Avispa Fukuoka     |                   | 2010 - Avispa Fukuoka      |

## 2009
| Cầu thủ           | Từ                       | Tới                | Số trận thi đấu   | Năm thi đấu chuyên nghiệp |
| ----------------- | ------------------------ | ------------------ | ----------------- | ------------------------- |
| Hideto Takahashi  | Đại học Gakugei Tokyo    | F.C. Tokyo         |                   | 2010 - F.C. Tokyo         |
| Naoya Okane       | Đại học Waseda           | Shimizu S-Pulse    |                   | 2011 - Shimizu S-Pulse    |
| Yosuke Kawai      | Đại học Keio             | Shimizu S-Pulse    |                   | 2012 - Shimizu S-Pulse    |
| Kohei Kawata      | Đại học Fukuoka          | Sagan Tosu         |                   | 2010 - Gamba Osaka        |
| Kensuke Nagai     | Đại học Fukuoka          | Avispa Fukuoka     | J2: 5 trận, 0 bàn | 2011 - Nagoya Grampus     |
| Yosuke Miyaji     | Đại học Fukuoka          | Avispa Fukuoka     |                   | 2010 - Avispa Fukuoka     |
| Jumpei Kusukami   | Đại học Doshisha         | Kawasaki Frontale  | J1: 1 trận, 0 bàn | 2010 - Kawasaki Frontale  |
| Dan Howbert       | Đại học Aichi Gakuin     | Kyoto Sanga        |                   | 2010 - Kyoto Sanga        |
| Hiroki Honjo      | Đại học Giáo dục Fukuoka | Sagan Tosu         |                   | 2010 - Nagano Parceiro    |
| Hiroaki Okuno     | Đại học Sendai           | Vegalta Sendai     |                   | 2012 - Vegalta Sendai     |
| Junya Tanaka      | Đại học Juntendo         | Kashiwa Reysol     | J1: 9 trận, 0 bàn | 2010 - Kashiwa Reysol     |
| Kei Nakano        | Đại học Kochi            | Ehime F.C.         |                   | 2010 - Montedio Yamagata  |
| Tomohiro Yamauchi | Đại học Tokai Gakuen     | F.C. Gifu          |                   | 2010 - F.C. Gifu          |
| Tomoya Ugajin     | Đại học Ryutsu Keiza     | Urawa Red Diamonds |                   | 2010 - Urawa Red Diamonds |
| Kazushi Mitsuhira | Đại học Kanagawa         | Shonan Bellmare    |                   | 2010 - Shonan Bellmare    |
| Takuya Matsumoto  | Đại học Juntendo         | Shonan Bellmare    |                   | 2011 - Shonan Bellmare    |

## 2010
| Cầu thủ           | Từ                              | Tới                 | Số trận thi đấu                     | Năm thi đấu chuyên nghiệp  |
| ----------------- | ------------------------------- | ------------------- | ----------------------------------- | -------------------------- |
| Takuya Matsumoto  | Đại học Juntendo                | Shonan Bellmare     | J1: 1 trận, 0 bàn LC: 2 trận, 0 bàn | 2011 - Shonan Bellmare     |
| Hiroaki Okuno     | Đại học Sendai                  | Vegalta Sendai      | LC: 1 trận, 0 bàn                   | 2012 - Vegalta Sendai      |
| Kensuke Nagai     | Đại học Fukuoka                 | Vissel Kobe         | J1: 3 trận, 0 bàn                   | 2011 - Nagoya Grampus      |
| Naoya Okane       | Đại học Waseda                  | Shimizu S-Pulse     |                                     | 2011 - Shimizu S-Pulse     |
| Yosuke Kawai      | Đại học Keio                    | Shimizu S-Pulse     |                                     | 2012 - Shimizu S-Pulse     |
| Kohei Kuroki      | Đại học Saga                    | Sagan Tosu          | J2: 7 trận, 0 bàn                   | 2012 - Sagan Tosu          |
| Yuichi Kubo       | Đại học Meiji                   | JEF United Chiba    | J2: 1 trận, 0 bàn                   | 2011 - JEF United Chiba    |
| Takashi Kasahara  | Đại học Meiji                   | Mito Hollyhock      |                                     | 2011 - Mito Hollyhock      |
| Eijiro Takeda     | Đại học Aoyama Gakuin           | Shonan Bellmare     | LC: 1 trận, 0 bàn                   | 2011 - Yokohama F. Marinos |
| Yuki Saneto       | Đại học Kochi                   | Kawasaki Frontale   |                                     | 2011 - Kawasaki Frontale   |
| Tsukasa Morimoto  | Đại học Chukyo                  | Sagan Tosu          | J2: 3 trận, 0 bàn                   | 2011 - Yokohama F.C.       |
| Yuki Kobayashi    | Đại học Meiji                   | Jubilo Iwata        |                                     | 2011 - Jubilo Iwata        |
| Hiroki Yamada     | Đại học Meiji                   | Jubilo Iwata        |                                     | 2011 - Jubilo Iwata        |
| Miran Kabe        | Trung học Yamanashi Gakuin      | Ventforet Kofu      |                                     | 2011 - Ventforet Kofu      |
| Ryunosuke Noda    | Đại học Kinh tế Nhật Bản        | Sagan Tosu          | J2: 7 trận, 0 bàn                   | 2011 - Sagan Tosu          |
| Toru Ushioku      | Đại học Yamanashi Gakuin        | Ventforet Kofu      |                                     |                            |
| Ryota Nagaki      | Đại học Chuo                    | Shonan Bellmare     | J1: 11 trận, 0 bàn                  | 2011 - Shonan Bellmare     |
| Takahiro Nakazato | Đại học Ryutsu Keiza            | Yokohama F.C.       | J2: 2 trận, 0 bàn                   | 2012 - Yokohama F.C.       |
| Daniel Schmidt    | Đại học Chuo                    | Kawasaki Frontale   |                                     | 2014 - Vegalta Sendai      |
| Daisuke Ishizu    | Đại học Fukuoka                 | Avispa Fukuoka      |                                     | 2012 - Avispa Fukuoka      |
| Takayuki Tada     | Học viện TDTT Quốc gia (Kanoya) | Giravanz Kitakyushu | J2: 5 trận, 0 bàn                   | 2011 - Giravanz Kitakyushu |
| Shingo Kukita     | Đại học Tokyo                   | Fagiano Okayama     | J2: 4 trận, 0 bàn                   | 2011 - Fagiano Okayama     |

## 2011
| Cầu thủ            | Từ                              | Tới                 | Số trận thi đấu    | Năm thi đấu chuyên nghiệp  |
| ------------------ | ------------------------------- | ------------------- | ------------------ | -------------------------- |
| Kohei Kuroki       | Đại học Saga                    | Sagan Tosu          | J2: 12 trận, 0 bàn | 2012 - Sagan Tosu          |
| Shohei Okada       | Học viện TDTT Quốc gia (Kanoya) | Sagan Tosu          | J2: 12 trận, 0 bàn | 2012 - Sagan Tosu          |
| Hiroaki Okuno      | Đại học Sendai                  | Vegalta Sendai      |                    | 2012 - Vegalta Sendai      |
| Daniel Schmidt     | Đại học Chuo                    | Kawasaki Frontale   |                    | 2014 - Vegalta Sendai      |
| Yosuke Kawai       | Đại học Keio                    | Shimizu S-Pulse     |                    | 2012 - Shimizu S-Pulse     |
| Daisuke Ishizu     | Đại học Fukuoka                 | Avispa Fukuoka      |                    | 2012 - Avispa Fukuoka      |
| Takuya Muraoka     | Đại học Kanagawa                | Shonan Bellmare     |                    | 2013 - Shonan Bellmare     |
| Yuzo Iwakami       | Đại học Tokai                   | Shonan Bellmare     | J2: 1 trận, 0 bàn  | 2012 - Shonan Bellmare     |
| Takuya Maeyama     | Đại học Công nghiệp Kyushu      | Roasso Kumamoto     |                    |                            |
| Ryota Tanabe       | Mitsubishi Yowa S.C.            | JEF United Chiba    |                    | 2012 - Nagoya Grampus      |
| Kosuke Okanishi    | Đại học Chuo                    | Ventforet Kofu      |                    | 2013 - Ventforet Kofu      |
| Masahiro Teraoka   | Đại học Kansai                  | Vissel Kobe         |                    | 2014 - Giravanz Kitakyushu |
| Hidemi Jinushizono | Đại học Tokai Gakuen            | F.C. Gifu           | J2: 16 trận, 1 bàn | 2012 - F.C. Gifu           |
| Kyohei Kuroki      | Đại học Fukuoka                 | Sagan Tosu          | J2: 1 trận, 0 bàn  | 2012 - Sagan Tosu          |
| Ryota Kajikawa     | Đại học Kwansei Gakuin          | Tokyo Verdy         | J2: 3 trận, 0 bàn  | 2012 - Tokyo Verdy         |
| Shingo Takizawa    | Học viện Công nghệ Saitama      | Mito Hollyhock      |                    | 2012 - Tochigi Uva         |
| Naoto Kamifukumoto | Đại học Juntendo                | Oita Trinita        |                    | 2012 - Oita Trinita        |
| Tatsuya Tanaka     | Đại học Công nghiệp Kyushu      | Roasso Kumamoto     | J2: 3 trận, 0 bàn  | 2015 - Roasso Kumamoto     |
| Dai Takeda         | Đại học Gakugei Tokyo           | Giravanz Kitakyushu |                    | 2012 - Giravanz Kitakyushu |
| Tetsuji Sugita     | Đại học Aoyama Gakuin           | Thespa Kusatsu      |                    |                            |
| Shuto Nakahara     | Đại học Giáo dục Fukuoka        | Giravanz Kitakyushu |                    | 2013 - Avispa Fukuoka      |
| Takuya Sugimoto    | Đại học Nihon                   | Gainare Tottori     |                    | 2012 - Gainare Tottori     |

## 2012
| Cầu thủ           | Từ                              | Tới                 | Số trận thi đấu                     | Năm thi đấu chuyên nghiệp   |
| ----------------- | ------------------------------- | ------------------- | ----------------------------------- | --------------------------- |
| Daniel Schmidt    | Đại học Chuo                    | Kawasaki Frontale   |                                     | 2014 - Vegalta Sendai       |
| Tatsuya Tanaka    | Đại học Công nghiệp Kyushu      | Roasso Kumamoto     |                                     | 2015 - Roasso Kumamoto      |
| Shuto Nakahara    | Đại học Giáo dục Fukuoka        | Giravanz Kitakyushu | J2: 5 trận, 1 bàn                   | 2013 - Avispa Fukuoka       |
| Takuya Muraoka    | Đại học Kanagawa                | Shonan Bellmare     |                                     | 2013 - Shonan Bellmare      |
| Tatsuya Sakai     | Học viện TDTT Quốc gia (Kanoya) | Sagan Tosu          | J1: 2 trận, 0 bàn LC: 4 trận, 0 bàn | 2013 - Sagan Tosu           |
| Yuki Nogami       | Đại học Toin Yokohama           | Yokohama F.C.       | J2: 3 trận, 0 bàn                   | 2013 - Yokohama F.C.        |
| Keigo Omori       | Đại học Fukuoka                 | Giravanz Kitakyushu |                                     | 2014 - Arterivo Wakayama    |
| Seiya Murakami    | Học viện Quản trị Sannoh        | Shonan Bellmare     |                                     | 2013 - Machida Zelvia       |
| Akira Ibayashi    | Đại học Kwansei Gakuin          | Tokyo Verdy         |                                     | 2013 - Tokyo Verdy          |
| Ryohei Yoshihama  | Đại học Shoin                   | Shonan Bellmare     | J2: 3 trận, 1 bàn                   | 2013 - Shonan Bellmare      |
| Kazuki Kozuka     | Trung học Teikyo Nagaoka        | Albirex Niigata     |                                     | 2013 - Albirex Niigata      |
| Koki Kiyotake     | Đại học Fukuoka                 | Sagan Tosu          | J1: 2 trận, 0 bàn LC: 1 trận, 0 bàn | 2013 - Sagan Tosu           |
| Yuki Yamazaki     | Học viện TDTT Quốc gia (Kanoya) | Roasso Kumamoto     | J2: 3 trận, 0 bàn                   | 2013 - Roasso Kumamoto      |
| Koji Hachisuka    | Đại học Sendai                  | Vegalta Sendai      | J1: 1 trận, 0 bàn                   | 2013 - Vegalta Sendai       |
| Kyohei Shimazaki  | Đại học Toin Yokohama           | Yokohama F.C.       |                                     | 2014 - Machida Zelvia       |
| Yoshinori Muto    | Đại học Keio                    | F.C. Tokyo          |                                     | 2014 - F.C. Tokyo           |
| Hirotaka Mita     | Đại học Meiji                   | F.C. Tokyo          |                                     | 2013 - F.C. Tokyo           |
| Kyotaro Yamakoshi | Đại học Tsukuba                 | Kawasaki Frontale   |                                     | 08.2012 - Kawasaki Frontale |
| Takafumi Sudo     | Đại học Quốc tế Heisei          | Machida Zelvia      |                                     | 2014 - Vanraure Hachinohe   |
| Yuki Yamamura     | Đại học Meiji                   | Mito Hollyhock      | J2: 5 trận, 1 bàn                   | 2013 - Mito Hollyhock       |
| Eisuke Fujishima  | Đại học Fukuoka                 | Sagan Tosu          |                                     | 2014 - Sagan Tosu           |
| Yuji Senuma       | Đại học Tsukuba                 | Shimizu S-Pulse     | J1: 3 trận, 1 bàn LC: 2 trận, 1 bàn | 2013 - Shimizu S-Pulse      |
| Shohei Kishida    | Đại học Fukuoka                 | Sagan Tosu          | J1: 1 trận, 0 bàn                   | 2013 - Sagan Tosu           |
| Shuho Miyashita   | Trung học Gakuen                | Matsumoto Yamaga    |                                     | 2013 - Matsumoto Yamaga     |
| Koki Matsuzawa    | Đại học Waseda                  | JEF United Chiba    |                                     | 2015 - Vissel Kobe          |
| Shuhei Yamada     | Đại học Aoyama Gakuin           | Matsumoto Yamaga    |                                     |                             |
| Takeshi Kanamori  | Trung học Gakuen                | Avispa Fukuoka      |                                     | 2013 - Avispa Fukuoka       |

## 2013
| Cầu thủ           | Từ                              | Tới                 | Số trận thi đấu                     | Năm thi đấu chuyên nghiệp |
| ----------------- | ------------------------------- | ------------------- | ----------------------------------- | ------------------------- |
| Eisuke Fujishima  | Đại học Fukuoka                 | Sagan Tosu          | J1: 2 trận, 0 bàn                   | 2014 - Sagan Tosu         |
| Tatsuya Tanaka    | Đại học Công nghiệp Kyushu      | Roasso Kumamoto     | J2: 1 trận, 0 bàn                   | 2015 - Roasso Kumamoto    |
| Yoshinori Muto    | Đại học Keio                    | F.C. Tokyo          | J1: 1 trận, 0 bàn                   | 2014 - F.C. Tokyo         |
| Ryutaro Shibata   | Đại học Takushoku               | Tochigi S.C.        |                                     | 2015 - Matsumoto Yamaga   |
| Kazuki Nagasawa   | Đại học Senshu                  | Yokohama F. Marinos | LC: 1 trận, 0 bàn                   | 2014 - 1. F.C. Koln       |
| Ryota Sakata      | Học viện TDTT Quốc gia (Kanoya) | Roasso Kumamoto     | J2: 2 trận, 0 bàn                   | 2014 - Tochigi S.C.       |
| Shuhei Akasaki    | Đại học Tsukuba                 | Kashima Antlers     | J1: 1 trận, 0 bàn                   | 2014 - Kashima Antlers    |
| Riku Matsuda      | Cao đẳng Thể thao Biwako Seikei | F.C. Tokyo          |                                     | 2014 - F.C. Tokyo         |
| Yuto Misao        | Đại học Waseda                  | Shonan Bellmare     | LC: 2 trận, 0 bàn                   | 2014 - Shonan Bellmare    |
| Yuta Fujii        | Đại học Toyo                    | Omiya Ardija        |                                     | 2014 - Omiya Ardija       |
| Riki Matsuda      | Cao đẳng Thể thao Biwako Seikei | Oita Trinita        | J1: 9 trận, 4 bàn LC: 1 trận, 0 bàn | 2014 - Nagoya Grampus     |
| Shota Kaneko      | Học viện JFA (Fukushima)        | Shimizu S-Pulse     |                                     | 2014 - Shimizu S-Pulse    |
| Mitsuteru Kudo    | Đại học Hannan                  | Consadole Sapporo   | J2: 5 trận, 0 bàn                   | 2014 - Consadole Sapporo  |
| Naoto Ando        | Đại học Sangyo Kyoto            | Gainare Tottori     | J2: 7 trận, 1 bàn                   | 2014 - Gainare Tottori    |
| Go Hayama         | Đại học Keio                    | Tokyo Verdy         | J2: 7 trận, 0 bàn                   |                           |
| Jin Izumisawa     | Đại học Hannan                  | Omiya Ardija        |                                     | 2014 - Omiya Ardija       |
| Yuko Takase       | Đại học Chuo                    | Omiya Ardija        |                                     | 2014 - Omiya Ardija       |
| Hiroshi Futami    | Đại học Hannan                  | Vegalta Sendai      | J1: 1 trận, 0 bàn                   | 2014 - Vegalta Sendai     |
| Tsuyoshi Miyaichi | Trung học Đại học Chukyo        | Shonan Bellmare     |                                     | 2014 - Shonan Bellmare    |
| Akito Fukuta      | Học viện TDTT Quốc gia (Kanoya) | Sagan Tosu          | J1: 2 trận, 0 bàn                   | 2015 - Sagan Tosu         |
| Renpei Uchida     | Đại học Seiryo Kanazawa         | Kataller Toyama     | J2: 3 trận, 0 bàn                   | 2014 - Kataller Toyama    |
| Shogo Taniguchi   | Đại học Tsukuba                 | Kawasaki Frontale   |                                     | 2014 - Kawasaki Frontale  |
| Masataka Kani     | Đại học Hannan                  | Kawasaki Frontale   |                                     | 2014 - Kawasaki Frontale  |
| Ryogo Yamasaki    | Đại học Fukuoka                 | Sagan Tosu          |                                     | 2015 - Sagan Tosu         |

## 2014
| Cầu thủ            | Từ                              | Tới                 | Số trận thi đấu                     | Năm thi đấu chuyên nghiệp  |
| ------------------ | ------------------------------- | ------------------- | ----------------------------------- | -------------------------- |
| Akito Fukuta       | Học viện TDTT Quốc gia (Kanoya) | Sagan Tosu          | J1: 2 trận, 0 bàn LC: 2 trận, 0 bàn | 2015 - Sagan Tosu          |
| Ryogo Yamasaki     | Đại học Fukuoka                 | Sagan Tosu          | LC: 2 trận, 0 bàn                   | 2015 - Sagan Tosu          |
| Shun Obu           | Đại học Fukuoka                 | Nagoya Grampus      |                                     | 2015 - Nagoya Grampus      |
| Yoshinori Suzuki   | Đại học Sangyo-keiei Miyazaki   | Oita Trinita        |                                     | 2015 - Oita Trinita        |
| Kenta Tamagawa     | Đại học Yamanashi Gakuin        | Ventforet Kofu      |                                     |                            |
| Yu Tamura          | Đại học Fukuoka                 | Avispa Fukuoka      |                                     | 2015 - Avispa Fukuoka      |
| Dai Takeuchi       | Đại học Fukuoka                 | V-Varen Nagasaki    | J2: 3 trận, 0 bàn                   | 2015 - V-Varen Nagasaki    |
| Shintaro Kurumaya  | Đại học Tsukuba                 | Kawasaki Frontale   | J1: 2 trận, 0 bàn                   | 2015 - Kawasaki Frontale   |
| Takafumi Shimizu   | Đại học Chukyo                  | Jubilo Iwata        |                                     | 2015 - Jubilo Iwata        |
| Shuma Kusumoto     | Học viện Quản trị Sannoh        | Yokohama F.C.       |                                     | 2015 - Yokohama F.C.       |
| Toshiya Takagi     | Đại học Kanagawa                | Montedio Yamagata   |                                     | 2015 - Montedio Yamagata   |
| Kyohei Yumisaki    | Đại học Fukuoka                 | Giravanz Kitakyushu |                                     | 2015 - Giravanz Kitakyushu |
| Tomoki Ueda        | Đại học Kwansei Gakuin          | Kyoto Sanga         |                                     |                            |
| Hiroki Noda        | Trung học Ohzu                  | Roasso Kumamoto     | J2: 1 trận, 0 bàn                   | 2015 - Roasso Kumamoto     |
| Hironobu Yoshizaki | Đại học Pacific                 | Vissel Kobe         |                                     | 2015 - Gainare Tottori     |
| Junya Ito          | Đại học Kanagawa                | Ventforet Kofu      |                                     | 2015 - Ventforet Kofu      |
| Naoto Matsuura     | Đại học Quốc tế Kyushu          | Giravanz Kitakyushu |                                     |                            |
| Hiroki Nakada      | Đại học Phúc lợi Y tế Niigata   | Kataller Toyama     | J2: 1 tr, 0 bàn                     | 2015 - Kataller Toyama     |